# 喪屍食人城
《喪屍食人城》（直译：「活死人之城的恐懼」）是一部1980年的意大利超自然恐怖電影，由卢乔·富尔奇与他人共同编剧并自己执导。影片主演有基斯杜化·佐治、卡特里奥娜·麦考尔（Catriona MacColl）、卡洛·德·梅乔（Carlo De Mejo）、安东内拉·因特伦吉（Antonella Interlenghi）、乔瓦尼·隆巴多·拉迪切（Giovanni Lombardo Radice）以及珍妮特·阿格伦（Janet Agren）。故事讲述了一位牧师自杀后打开了通往地狱的大门，释放出了亡灵。一位灵媒和一名记者联手在諸聖節前关闭这扇大门。
《喪屍食人城》的创作灵感来源于富尔奇前一部电影《生人迴避》的票房成功。他与编剧达达诺·萨凯蒂（Dardano Sacchetti）合作，创作了一部受H·P·洛夫克拉夫特作品启发的新恐怖片。这部电影在富尔奇拍摄《禁无可禁》（Luca il contrabbandiere）期间获得批准，之后他退出《禁无可禁》项目，专注于《喪屍食人城》。电影的主要摄影地点在美国实地取景，室内场景则在罗马完成拍摄。
该片于1980年8月在意大利上映，票房收入达到9.85亿義大利里拉。随后在欧洲各地上映，包括在巴黎国际奇幻与科幻电影节（Festival international de Paris du film fantastique et de science-fiction）的放映，富尔奇凭借该片获得观众奖。1983年4月，该片在美国上映。上映后，该片因表演、情节和暴力画面受到批评，但与富尔奇的许多电影一样，逐渐发展出一批邪典追捧。这是富尔奇“地狱之门”三部曲的第一部。

## 剧情
在纽约，灵媒特蕾莎的公寓内，一场降神会正在举行。玛丽·伍德豪斯看到牧师托马斯神父在一个名为邓维奇的小村庄的墓地中上吊自杀的景象。玛丽因幻象的冲击打破了灵媒圈并倒地不醒。大家以为玛丽已经死亡，报警后警方认为她可能是遭到谋杀。特蕾莎警告警察局长，一场邪恶即将到来。记者彼得·贝尔开始调查玛丽的“死亡”，在她即将被埋葬时到访墓地，听到棺材中的呼救声后救出还活着的玛丽。彼得与玛丽找到了特蕾莎，特蕾莎表示根据《以諾書》的记载，玛丽在幻象中看到的事件预示着亡灵的侵袭即将开始，而托马斯神父的死亡打开了地獄之门，这场灾难将在諸聖節爆发。
在邓维奇，年轻的流浪汉鲍勃进入一间废弃的房屋，但看到一具尸体后逃离。镇上另一边，心理医生杰里正在与神经质的患者桑德拉会面。杰里的19岁女友兼助手艾米丽告诉他，她将去见想要帮助的鲍勃。那天晚上，艾米丽在一个破旧的车库找到了行为异常的鲍勃。托马斯神父突然出现，用布满蛆虫的手将艾米丽闷死。第二天早晨，人们发现了艾米丽的尸体。她的父亲怀疑是鲍勃所为，向警长和杰里表达了怀疑。与此同时，彼得和玛丽离开纽约，开始寻找邓维奇。
那天晚上，鲍勃再次回到废弃的房屋中，目睹托马斯神父的幻象。在艾米丽的葬礼上，她的弟弟约翰-约翰看到她的鬼影出现在自己卧室的窗外。在桑德拉家中，一位老妇人的尸体突然出现在厨房地板上，桑德拉打电话给杰里求助，但尸体在杰里赶来时消失了。他们在房子中搜寻，却经历了一系列异象，比如窗户破裂且流出人血。
与此同时，鲍勃藏身于罗斯先生的车库内，被罗斯的女儿安发现。安向他提供大麻，但罗斯突然闯入，误以为鲍勃企图引诱自己的女儿。愤怒的罗斯用钻床杀死了鲍勃。
第二天早晨，彼得与玛丽来到玛丽幻象中的墓地，开始寻找托马斯神父的墓。他们与杰里和桑德拉相遇后，一起回到杰里的办公室讨论托马斯神父的死亡原因，突然遭遇了一场蛆虫风暴。随后，杰里接到约翰-约翰的电话，得知艾米丽已经复活并杀害了他的父母。几人赶往罗宾斯家中，想要找到警长。桑德拉护送约翰-约翰时被艾米丽撕掉头皮，约翰-约翰逃过一劫，在镇上被杰里救下交给警察。
在酒吧喝酒时，罗斯与镇上的两人被复活的亡灵（由鲍勃带领）袭击杀害。电台宣布进入紧急状态。彼得、玛丽和杰里回到墓地，午夜钟声敲响，諸聖節正式开始。他们进入托马斯神父的家族墓穴，发现一处布满骨骸与蛛网的洞穴。桑德拉以僵尸形态杀死彼得，杰里用金属尖刺杀死了桑德拉。玛丽与杰里继续深入，最终面对托马斯神父及其亡灵大军。关键时刻，杰里用木制十字架刺穿托马斯神父的身体，解除了亡灵大军的威胁。托马斯神父与所有复活的尸体化为灰烬。黎明时分，玛丽与杰里走出墓地，看到约翰-约翰和警察。然而，玛丽在看到约翰-约翰时突然惊恐尖叫，画面随之变黑。

## 演员
| - 基斯杜化·佐治 饰 彼得·贝尔 - 卡特里奥娜·麦考尔 饰 玛丽·伍德豪斯 - 卡洛·德·梅乔 饰 杰里 - 珍妮特·阿格伦 饰 桑德拉 - 安东内拉·因特伦吉 饰 艾米丽·罗宾斯 - 乔瓦尼·隆巴多·拉迪切 饰 鲍勃 - 丹妮拉·多利亚 饰 罗西·凯尔文 - 法布里齐奥·约维尼 饰 威廉·托马斯神父 | - 卢卡·维南蒂尼 饰 约翰·约翰·罗宾斯 - 米凯莱·索阿维 饰 汤米·费舍尔 - 维南蒂诺·维南蒂尼 饰 罗斯先生 - 罗伯特·桑普森 饰 拉塞尔警长 - 阿德莱德·阿斯特 饰 特蕾莎 - 恩佐·达乌西里奥 饰 副警长 - 卢西亚诺·罗西 饰 纽约警察 | 未署名角色 - 卢乔·富尔奇 饰 乔·汤普森医生 - 纳特·布什 饰 克莱中士 - 迈克尔·高恩 饰 第一名掘墓工 - 佩里·皮尔卡宁 饰 第二名掘墓工 |

### 脚注
1. ↑  Curti 2019，第50頁.
2. ↑  DiVincenzo, Alex. . Bloody Disgusting. 28 August 2023  [19 October 2023]. （原始内容存档于2024-12-13）.
3. 1 2 3  Curti 2019，第42頁.